# Palli (Hiiumaa)
Palli is een spookdorp in de Estlandse gemeente Hiiumaa, provincie Hiiumaa. De plaats heeft de status van dorp (Estisch: küla). In 2000 had de plaats echter al geen inwoners meer. In 2011 was het aantal inwoners 0 en ook in 2021 was het dorp onbewoond.
Palli lag tot in oktober 2013 in de gemeente Kõrgessaare, daarna tot in oktober 2017 in de gemeente Hiiu en sindsdien in de fusiegemeente Hiiumaa.

## Ligging
De plaats ligt aan de noordkust van het schiereiland Kõpu. Een deel van het dorp ligt in het natuurreservaat Kõpu looduskaitseala. Palli heeft een kampeerterrein met een uitkijktoren.

## Geschiedenis
Palli werd voor het eerst genoemd in 1655 onder de naam Palli Simmo. In 1795 stond het dorp bekend als Pally. Het lag op het landgoed van Hohenholm (Kõrgessaare). Kort na 1950 werd het bij het buurdorp Poama gevoegd, maar in 1997 werd het weer een apart dorp.